# Pueblica de Campeán
Pueblica de Campeán  es una localidad española perteneciente al municipio de Pereruela, en la provincia de Zamora, y la comunidad autónoma de Castilla y León.
Es el pueblo más joven de la comarca de Sayago, ya que surgió en 1932 de la mano de la compañía eléctrica que construyó el embalse de Ricobayo, al ser anegada la primitiva población de La Pueblica.

## Geografía
Su término pertenece a la histórica y tradicional comarca de Sayago. Junto con las localidades de Arcillo, La Cernecina, Las Enillas, Malillos, San Román de los Infantes, Sobradillo de Palomares, Pereruela, Sogo y La Tuda, conforma el municipio de Pereruela.

## Topónimo
Como consecuencia de la construcción del embalse de Ricobayo, la primitiva localidad de La Pueblica fue anegada. La empresa hidroeléctrica construyó este nuevo pueblo sobre la Dehesa de Campeán en el año 1932, de ahí su nombre: Pueblica por el antiguo pueblo y Campeán por el lugar. No todos los vecinos de La Pueblica pasaron a vivir al nuevo, algunos prefirieron afincarse en Villanueva de los Corchos o en Carbajales de Alba.

## Historia
Al término municipal de esta localidad llegaba, desde Tardobispo, una calzada romana que, en el mismo, se bifurcaba. Una de las ramificaciones se dirigía a Almeida y Carbellino, por el puente romano de Potato, de dos arcos mayores y otro menor, y la otra, a Pereruela por el también puente romano de Judiez, de dos arcos mayores, dos menores y dos alcantarillas.
En todo caso, la actual localidad de Pueblica no se encuentra enlazada a dichos orígenes, y de hecho puede presumir de ser el pueblo más joven de Sayago. La Pueblica original se hallaba situada en la desembocadura del río Aliste en el Esla. Como consecuencia de la construcción del embalse de Ricobayo, la localidad quedó anegada, lo que motivó que la empresa hidroeléctrica construyese este nuevo pueblo sobre la Dehesa de Campeán en el año 1932.
En la parte  sur del Cerro Borrajo se explotó una mina de casiterita (estaño), actualmente clausurada.